# Port lotniczy Starosielje
Port lotniczy Starosielje (IATA: RYB, ICAO: UUBK) – port lotniczy położony 8 km na północny wschód od Rybińska, w obwodzie jarosławskim, w Rosji.